# Transportes Aéreos Guatemaltecos
Transportes Aéreos Guatemaltecos, (IATA: 5U, OACI: TGU), también conocida como TAG Airlines, es la aerolínea bandera de Guatemala, dedicada al transporte comercial de pasajeros ejecutivos y turísticos. Fundada en 1961 en la Ciudad de Guatemala, fue la primera empresa guatemalteca certificada como operador aéreo bajo las regulaciones de aviación civil y desde 2021 forma parte de la Asociación Latinoamericana y del Caribe de Transporte Aéreo (ALTA)
Sus centros de conexiones están localizados en los aeropuertos La Aurora y Mundo Maya desde los cuales opera vuelos programados y chárteres. Además de vuelos regulares entre Ciudad de Guatemala, Flores,  Quetzaltenango y Retalhuleu cuenta con vuelos internacionales a México (Cancún, Mérida, Oaxaca y Tuxtla), Honduras (Tegucigalpa, San Pedro Sula y Roatán), Belice y El Salvador. La aerolínea también ofrece servicios de ambulancias aérea, fumigación aérea, publicidad aérea, filmación aérea, carga externa y servicios FBO, tanto nacionales como internacionales. 
Los hangares de TAG Airlines están situados al frente de la terminal del Aeropuerto Internacional La Aurora. Actualmente cuenta con más de 400 empleados y con una instalación de mantenimiento propio. En 1972 la compañía añadió un Douglas DC-3 a su flota, compitiendo con la empresa estatal de Aviateca. TAG Airlines es la primera aerolínea en Guatemala certificada por la OACI con el re acondicionamiento de varios aeropuertos en el interior del país como el aeropuerto de Puerto San José, el Aeropuerto Internacional de Occidente y el aeropuerto de Puerto Barrios, entre otros. En 2022 la aerolínea firmó un contrato con la empresa Willis Lease Finance Corporation (WLFC) para el arrendamiento de 4 aeronaves ATR 72-500 con el objetivo de fortalecer su flota aérea y ampliar la conectividad.

## Historia

### SigloXX
TAG Airlines fue fundada en 1961 como una empresa familiar, siendo una de las primeras compañías de aviación civil de origen guatemalteco. En 1972 la compañía fortaleció su flota añadiendo un Douglas DC-3 con el objetivo de competir con la entonces compañía aérea bandera de Guatemala, Aviateca. Fue la primera empresa guatemalteca en obtener la certificación como operador aéreo bajo las regulaciones de aviación civil y es la fundadora de la Asociación de Líneas Aéreas y Gremial de Líneas Aéreas de Carga de la Cámara de Industria, entre otras. Una de las rutas más importantes históricamente de la aerolínea es GUA-FRS

### SigloXXI
Durante muchos años la compañía se mantuvo operando vuelos internos chárteres en Guatemala y vuelos programados, en un inicio al Aeropuerto Internacional Mundo Maya y luego al aeropuerto de Puerto Barrios. Fue hasta el inicio del siglo XXI que la aerolínea inicia gestiones para vuelos internacionales, siendo algunos de sus primeros destinos San Salvador y Tegucigalpa. En 2017 la compañía recibe su primer avión propulsado por motores turbofán, el Embraer ERJ 145 LR, el jet regional más grande de Embraer con capacidad para 50 pasajeros. Durante ese año la compañía gestiona un código compartido tripartito con Tropic Air y CM Airlines, con el objetivo de ampliar la conectividad en la región y poder llegar a más destinos en Belice y Honduras. En 2018 se inaugura "TAC Airlines" una nueva aerolínea regional para Costa Rica - hermana gemela de TAG Airlines en Guatemala (Grupo TAG), operando vuelos domésticos como parte de las acciones para el desarrollo y crecimiento de la entidad.

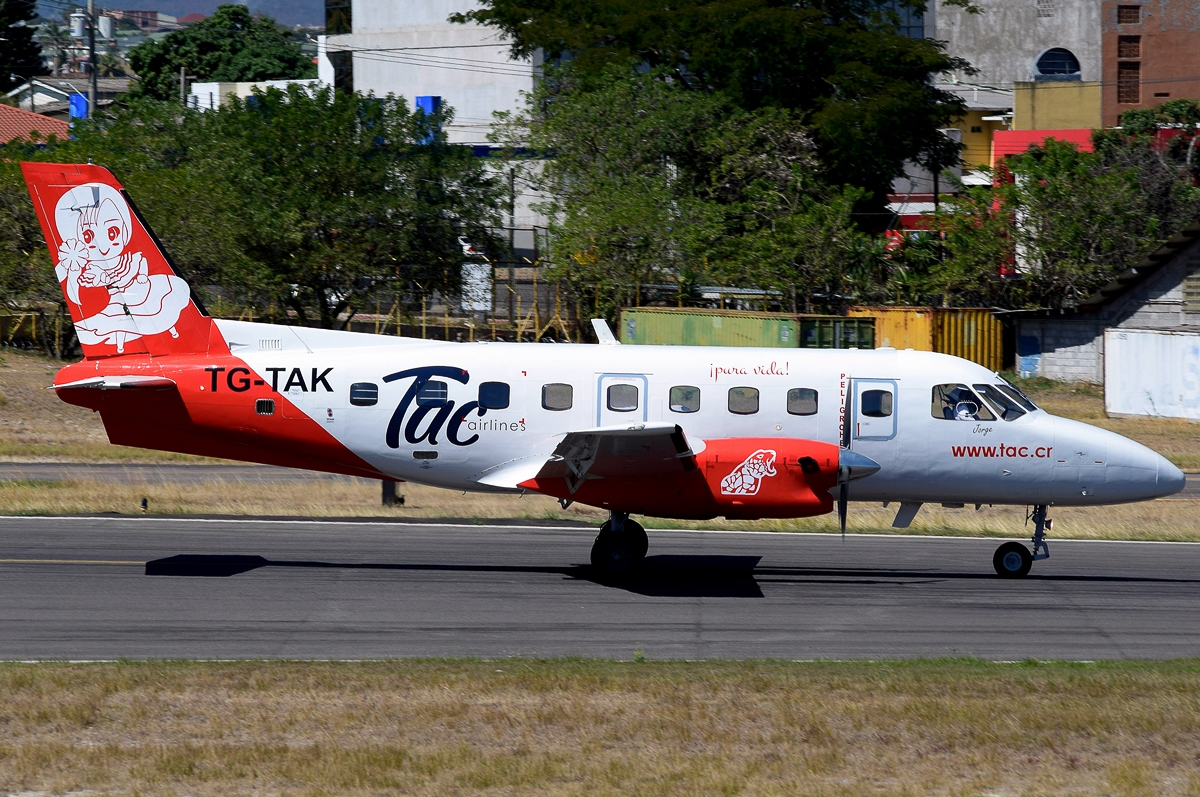
EMB 110 Bandeirante de TAG Airlines operando en Costa Rica bajo el nombre Transportes Aéreos Costarricenses (TAC Airlines), del Grupo TAG Guatemala.

#### 2021
Sin embargo la mayor expansión histórica de la aerolínea comenzó en julio de 2021 al presentar nuevas rutas de conexión entre Guatemala y el sur de México, habilitando 5 vuelos semanales a Tapachula y 4 vuelos semanales a Cancún, iniciando en agosto de ese mismo año. El 3 de septiembre de ese mismo año, a un mes de haber iniciado los vuelos al sur de México, el CEO de TAG Airlines Julio Gamero anuncia un nuevo destino en el Mundo Maya, la conexión entre Flores en el Departamento de Petén y Cancún en Quintana Roo.

#### 2022
En marzo de 2022, TAG Airlines es nombrada Aerolínea Bandera de Guatemala, como un reconocimiento a más de 60 años de trayectoria en favor de la aviación, la conectividad aérea, la promoción turística y el desarrollo económico del país, así como de la región del Mundo Maya. Durante el evento el CEO de TAG Airlines anunció tres nuevas rutas, siendo estas: Mérida, Oaxaca y Tuxtla, en México. También se dio a conocer que se implementarían nuevas rutas en el interior del país. A finales de marzo de 2022, la aerolínea anunció la firma de un contrato por 64 millones de dólares con la empresa Willis Lease Finance Corporation (WLFC) para el arrendamiento de 4 aeronaves ATR 72-500, aumentando su capacidad, ya que pueden transportar hasta 74 pasajeros en una espaciosa configuración de asientos de dos por dos. En julio de 2022, se habilitaron los vuelos domésticos desde el Aeropuerto Internacional La Aurora hacia Quetzaltenango y Retalhuleu, también se anunció en el Tianguis Turístico México-Acapulco 2022 la nueva ruta aérea de TAG Airlines conectando Chichén Itzá con Tikal, mediante el vuelo Mérida-Flores, iniciando en agosto de ese mismo año. La aerolínea expuso sus planes de expansión durante su participación en el Tianguis Turístico México-Acapulco 2022, mencionando que operan con porcentajes de ocupación superiores al 90%. Debido a esos resultados positivos la aerolínea tiene como objetivo habilitar vuelos hacia Acapulco, Ciudad de México, Palenque y Zihuatanejo. El 14 de julio de 2022, inició operaciones el primero de cuatro ATR 72-500 en orden con matrícula TG-ATD (ex M-IBAP), volando en todas sus frecuencias la ruta GUA-FRS. A finales de julio de 2022 la aerolínea anunció la apertura de vuelos sin escalas desde San Salvador a Roatán, en Honduras. El 22 de julio de 2022, TAG Airlines inició una renovación de imagen con el relanzamiento de la marca y el fortalecimiento de su flota aérea, que le permitirá llegar a más destinos en Centroamérica y el sur de México. Las novedades de este relanzamiento incluyen nuevos uniformes para la tripulación diseñados por la marca guatemalteca Saúl E. Méndez y una nueva página web que ofrece flexibilidad para la compra de los boletos que es más rápida y más amigable en dispositivos móviles. En la conferencia de prensa la aerolínea presentó un nuevo esquema tarifario con precios promocionales donde cada cliente puede escoger el tipo de tarifa que corresponde a sus necesidades entre las opciones: light, flexi y plus.

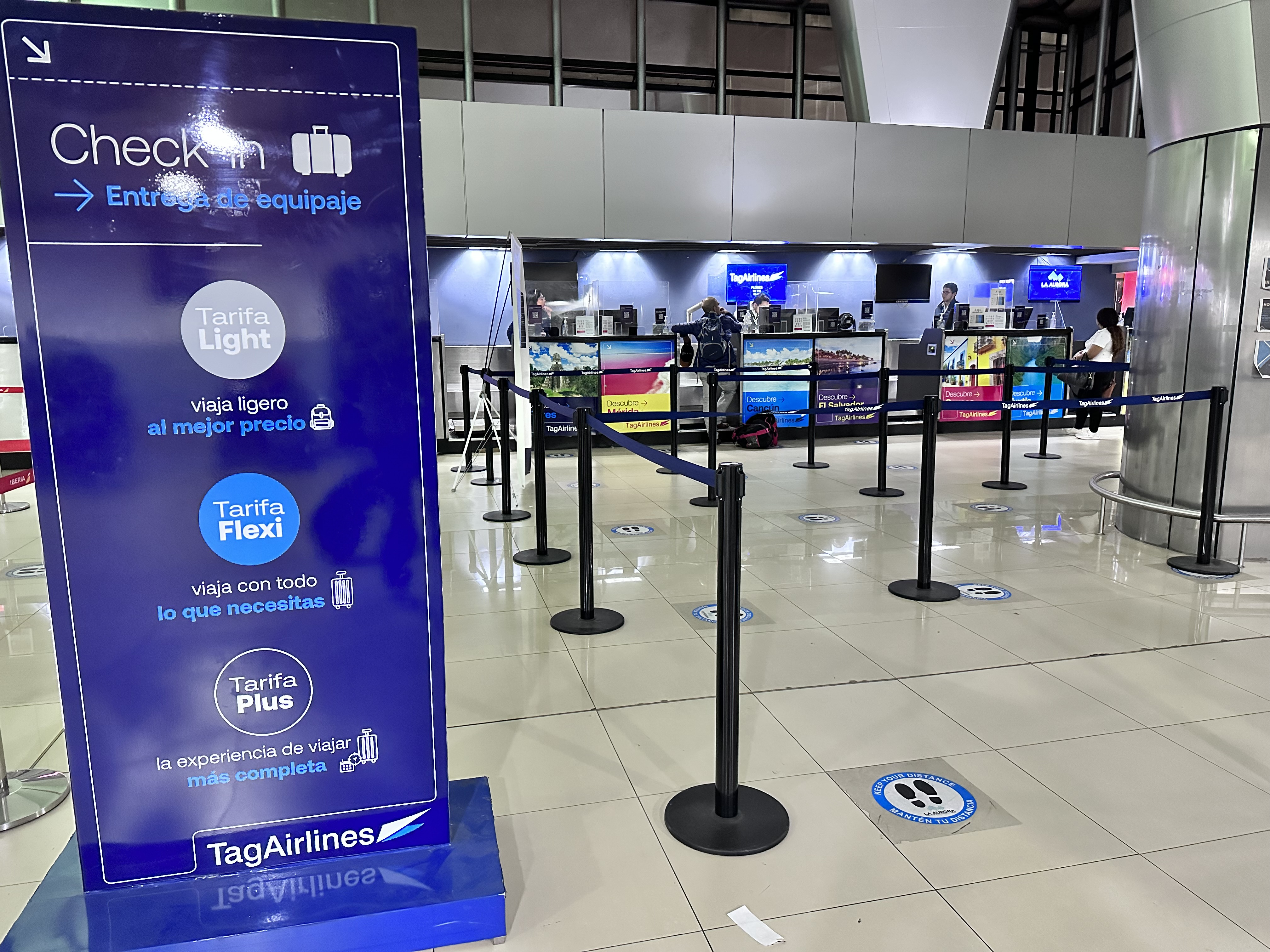
Mostradores de documentación de TAG Airlines en el Aeropuerto Internacional La Aurora.

Durante la 18.ª edición del ALTA AGM & Airline Leaders Forum de ALTA (Asociación Latinoamericana y del Caribe de Transporte Aéreo), realizada en Buenos Aires a mediados de octubre de 2022, TAG Airlines presentó su estrategia de crecimiento para consolidarse como la aerolínea del Mundo Maya. La empresa indicó que se reemplazarían sus 5 Embraer 110 y sus 8 Saab 340 por aeronaves ATR 72-500 y más Cessna 208 Caravan.  La incorporación de los ATR 72-500 permitirá incrementar la oferta de asientos de sus destinos y reemplazar en los próximos meses sus Saab 340. Además TAG Airlines informó nuevas alianzas y destinos, se ha obtenido la certificación de seguridad IOSA la cual ha permitido establecer estas nuevas alianzas comerciales con aerolíneas que ya operan en Guatemala. Esta nueva certificación les acerca su cobertura a Estados Unidos y México con alianzas de código compartido o interlineal con compañías de Norteamérica. La empresa también confirmó que para 2023 se sumarán nuevas ciudades en el sur de México y un enlace directo desde Ciudad de Guatemala a San José en Costa Rica y a Roatán en Honduras.
La empresa también ha participado en diferentes conferencias de aerolíneas a nivel mundial, la aerolínea guatemalteca participó en los trabajos de la Convención Anual de la Cámara Nacional de la Industria de la Transformación 2022, del 19 al 22 de octubre realizada en Mérida en donde el presidente municipal de Mérida reconoció la iniciativa de TAG airlines para realizar operaciones aéreas en esa localidad, dando como resultado beneficios comerciales y de negocios entre Guatemala y Yucatán. Del 26 al 28 de Octubre TAG Airlines también participó en los trabajos del World Connect 2022 organizado por la APG en la Isla de Malta, APG es socio comercial de TAG Airlines desde 2018 y esta alianza ha aumentado su cobertura de ventas a nivel mundial. El 30 de octubre de 2022 arribó a Guatemala el segundo ATR 72 con matrícula TG-ATF (ex M-IBAQ), procedente de Toulouse, Francia. Ambos ATR de TAG Airlines están activos y cubren las rutas hacia Flores, Cancún, San Salvador y San Pedro Sula.
| «La modernización de TagAirlines permitirá volar hacia nuevos horizontes y ampliar la conectividad hacia más destinos en la región de Centroamérica y el sur de México, para refrendar nuestra condición de aerolínea del Mundo Maya. TagAirlines es el puente que conecta a Guatemala con una amplia red de destinos en países hermanos como: Honduras, El Salvador, Belice y México, con más de 25 vuelos diarios y una flota de más de 20 aeronaves. Nos enfilamos hacia un futuro prometedor para todos, en el que la aviación comercial de Guatemala será cada vez más grande.Julio Gamero, CEO de TAG Airlines, 22 de julio de 2022». |

#### 2023

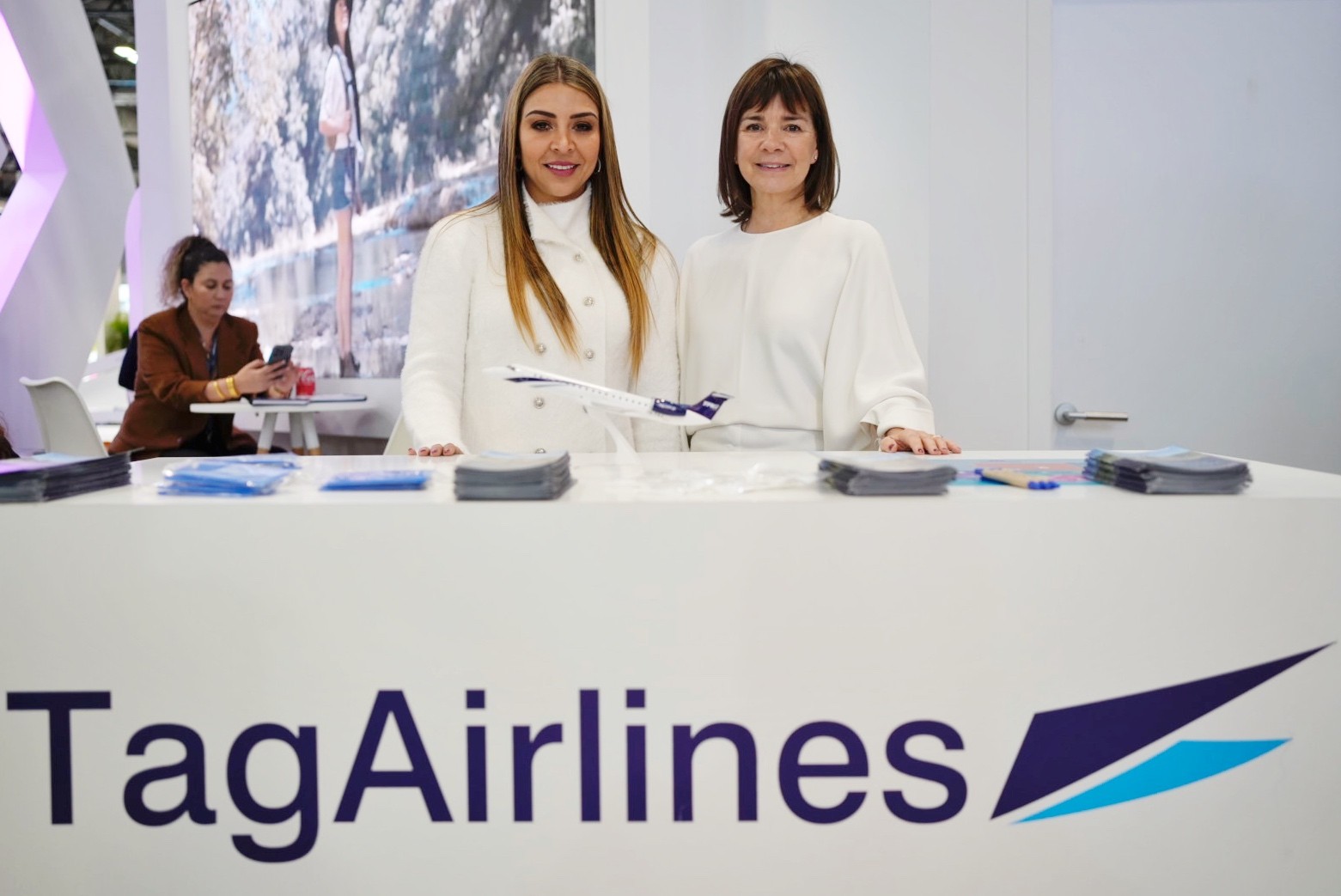
TAG Airlines ha participado en diferentes foros como la Feria Internacional de Turismo (FITUR) en Madrid.

Durante la celebración de la Feria Internacional de Turismo de Madrid (FITUR), realizada del 18 al 20 de enero del 2023, las aerolíneas TAG Airlines y su socio Iberia de España firmaron un acuerdo interlineal con el objetivo de fortalecer la conectividad aérea y las conexiones de Guatemala y Europa. El convenio firmado permite que se expanda la red de rutas de ambas aerolíneas, promueve la interconectividad de tráfico de Europa y las rutas domésticas e internacionales de TAG Airlines. Mediante este acuerdo de código compartido, Iberia incorpora a Belice como nuevo destino en Centroamérica pues cada aerolínea puede comercializar billetes y trayectos de la otra.

Ruta de entrega de los ATR desde el Aeropuerto de Toulouse Francazal hasta el Aeropuerto Internacional La Aurora.

El 20 de junio del 2023, el ATR 72-500 con matrícula M-IBAN realizó su primer vuelo de pruebas en el Aeropuerto de Toulouse Francazal en Cugnaux Alto Garona, Francia. Dicha aeronave partió de Francia el 23 de junio con rumbo a Guatemala para su entrega a TAG Airlines, luego de cuatro escalas (LPLA, CYYT, CYHZ, MYNN) arribó el 25 de junio en el Aeropuerto Internacional La Aurora, iniciando operaciones regulares el 29 de junio con la matrícula TG-ATC, siendo su primer ruta el «vuelo TGU110» de Ciudad de Guatemala a Flores.

#### 2024
El 4 de marzo del 2024, el ATR 72-500 con matrícula M-IBAM partió del Aeropuerto de Toulouse Francazal en Francia con rumbo a Guatemala para su entrega a TAG Airlines, la aeronave fue entregada a la aerolínea el 11 de marzo y fue registrada con la matrícula guatemalteca TG-ATB.

## Flota
La flota de TAG se compone de:
| Aeronaves                | Imagen | En servicio | Pedidos | Pasajeros (clase única) | Matrículas | Antigüedad | Notas                |
| ------------------------ | ------ | ----------- | ------- | ----------------------- | ---------- | ---------- | -------------------- |
| ATR 72-500               |        | 4           | —       | 72                      | TG-ATB     | 13,5 años  | [ 39 ] [ 40 ] [ 41 ] |
| ATR 72-500               | TG-ATC | 4           | —       | 72                      | 13,3 años  |            | [ 39 ] [ 40 ] [ 41 ] |
| ATR 72-500               | TG-ATD | 4           | —       | 72                      | 13,2 años  |            | [ 39 ] [ 40 ] [ 41 ] |
| ATR 72-500               | TG-ATF | 4           | —       | 72                      | 13,1 años  |            | [ 39 ] [ 40 ] [ 41 ] |
| Beechcraft King Air 300  |        | 0           | —       | 10                      | TG-JLG     |            |                      |
| Cessna 208 Grand Caravan |        | 1           | —       | 12                      | TG-ATE     | 24 años    | [ 42 ]               |
| Embraer ERJ-145LR        |        | 1           | —       | 50                      | TG-TAJ     | 23,7 años  |                      |
| Piper Seneca II          |        | 0           | —       | 5                       | TG-TAA     |            |                      |
| Piper Seneca II          | TG-TAH | 0           | —       | 5                       |            |            |                      |
| Saab 340                 |        | 0           | —       | 34                      | TG-TAF     | 36,8 años  |                      |
| Saab 340                 | TG-TAW | 0           | —       | 34                      | 35,7 años  |            |                      |
| Saab 340                 | TG-TAQ | 0           | —       | 34                      | 35 años    |            |                      |
| Saab 340                 | TG-TAT | 0           | —       | 34                      | 25,2 años  |            |                      |
| Saab 340                 | TG-TAE | 0           | —       | 34                      | 25 años    |            |                      |
| Total                    | Total  | 6           | —       |                         |            |            |                      |

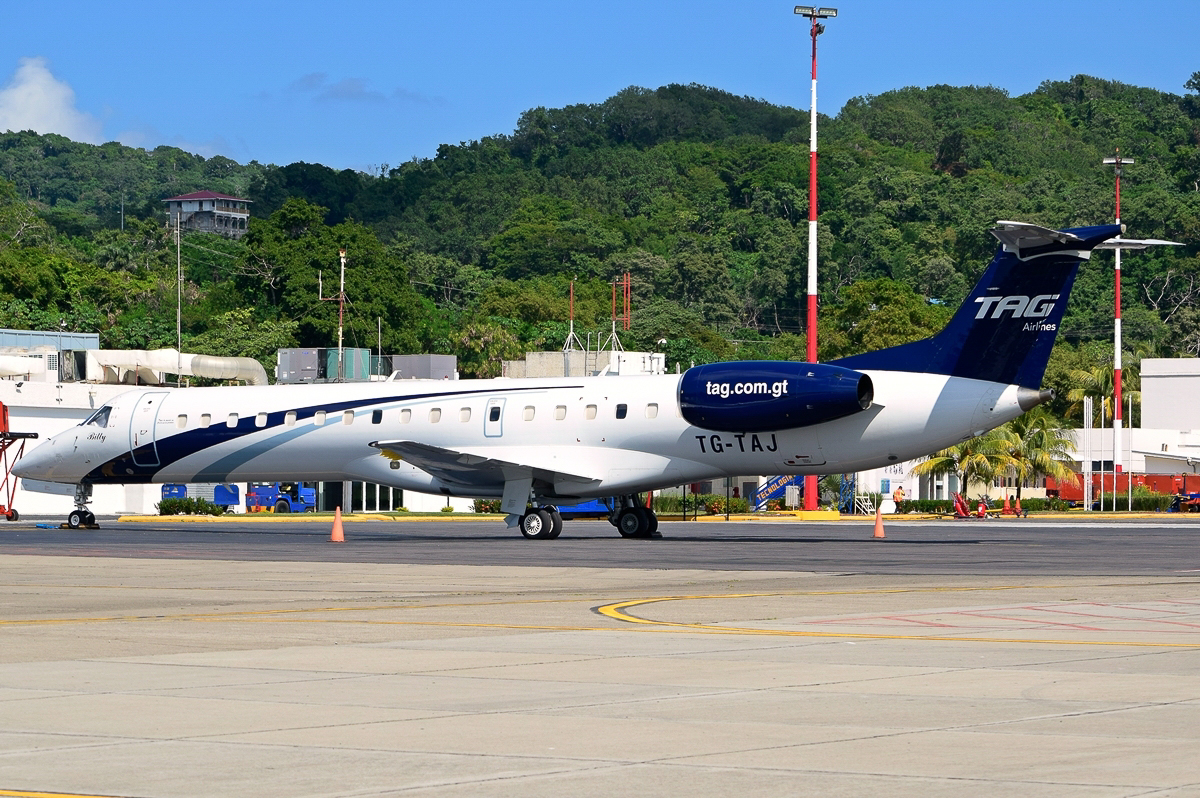
Embraer ERJ-145LR de TAG Airlines en el Aeropuerto Internacional de Roatán.

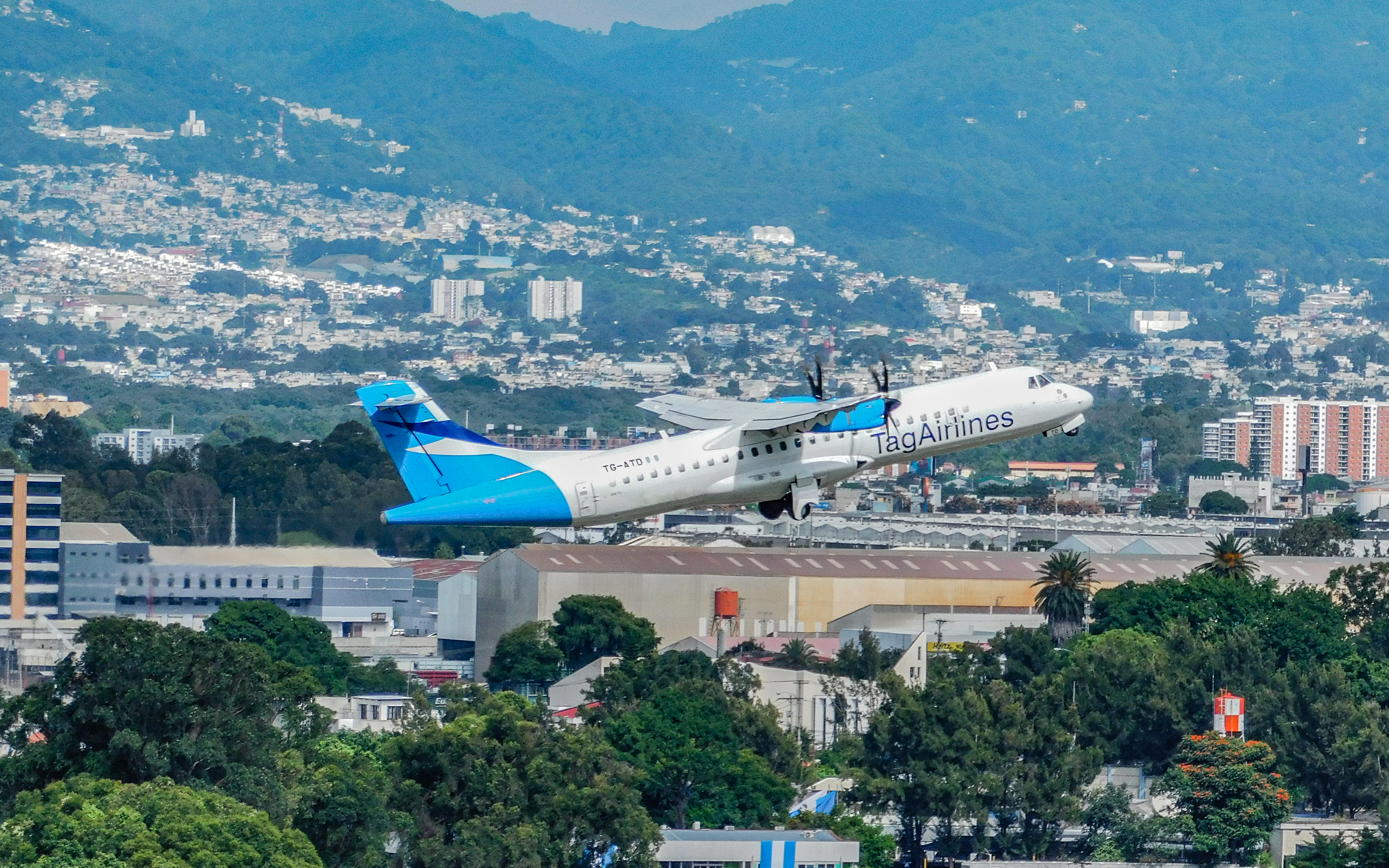
ATR 72-500 con matrícula TG-ATD despegando en la Ciudad de Guatemala.

La flota también cuenta con 9 helicópteros de su filial "Chop Air" los cuales son:
| Helicópteros               | En servicio | Pedidos |
| -------------------------- | ----------- | ------- |
| Bell 206                   | 5           | —       |
| Bell 407                   | 1           | —       |
| Eurocopter AS 350 Ecureuil | 2           | —       |
| Eurocopter EC130 B4        | 1           | —       |
| Total                      | 9           | —       |

### Flota histórica
La aerolínea operó en su historia las siguientes aeronaves:
| Aeronaves                   | Total | Introducido | Retirado | Matrículas                              |
| --------------------------- | ----- | ----------- | -------- | --------------------------------------- |
| BAe Jetstream 31            | 2     | 2002        | 2022     | TG-TAN y TG-TAK                         |
| Embraer EMB 110 Bandeirante | 5     | 2006        | 2022     | TG-TAY, TG-TAM, TG-TAN, TG-TAK y TG-TAG |
| Let L-410 Turbolet          | 2     | 1995        | 2006     | TG-TAG y TG-TAY                         |

## Destinos

### Nacionales e internacionales

Mapa de las rutas de TAG Airlines (julio 2023), se muestran en color azul las rutas actuales, en color rojo los próximos destinos y en color verde los destinos de temporada.

| Países                                          | Destinos            | Aeropuertos                                    | Notas                |
| ----------------------------------------------- | ------------------- | ---------------------------------------------- | -------------------- |
| Belice                                          | Ciudad de Belice    | Aeropuerto Internacional Philip S. W. Goldson  | [ 46 ]               |
| El Salvador                                     | San Salvador        | Aeropuerto Internacional de El Salvador        |                      |
| Guatemala                                       | Ciudad de Guatemala | Aeropuerto Internacional La Aurora             | (HUB)                |
| Guatemala                                       | Flores              | Aeropuerto Internacional Mundo Maya            | [ 47 ]               |
| Guatemala                                       | Puerto Barrios      | Aeropuerto de Puerto Barrios                   |                      |
| Guatemala                                       | Quetzaltenango      | Aeropuerto Internacional de Occidente          | [ 48 ]               |
| Guatemala                                       | Retalhuleu          | Aeropuerto de Retalhuleu                       | [ 49 ] [ 50 ]        |
| Honduras                                        | Roatán              | Aeropuerto Internacional Juan Manuel Gálvez    |                      |
| Honduras                                        | San Pedro Sula      | Aeropuerto Internacional Ramón Villeda Morales |                      |
| Honduras                                        | Tegucigalpa         | Aeropuerto Internacional Toncontín             |                      |
| México                                          | Cancún              | Aeropuerto Internacional de Cancún             | [ 51 ]               |
| México                                          | Mérida              | Aeropuerto Internacional de Mérida             | [ 52 ] [ 53 ] [ 54 ] |
| México                                          | Oaxaca de Juárez    | Aeropuerto Internacional Xoxocotlán            | [ 55 ] [ 56 ]        |
| México                                          | Tapachula           | Aeropuerto Internacional de Tapachula          | (Estacional)         |
| México                                          | Tuxtla Gutiérrez    | Aeropuerto Internacional de Tuxtla             | [ 57 ]               |
| 15 destinos: 5 nacionales y 10 internacionales. |                     |                                                |                      |

### Futuros destinos
| Países     | Destinos         | Aeropuertos                                    | Notas         |
| ---------- | ---------------- | ---------------------------------------------- | ------------- |
| Costa Rica | San José         | Aeropuerto Internacional Juan Santamaría       | [ 58 ]        |
| México     | Acapulco         | Aeropuerto Internacional de Acapulco           | [ 59 ]        |
| México     | Ciudad de México | Aeropuerto Internacional Felipe Ángeles        | [ 60 ] [ 61 ] |
| México     | Palenque         | Aeropuerto Internacional de Palenque           | [ 62 ]        |
| México     | Zihuatanejo      | Aeropuerto Internacional de Ixtapa-Zihuatanejo | [ 63 ]        |

### Chárter
| Países    | Destinos         | Aeropuertos                                         |
| --------- | ---------------- | --------------------------------------------------- |
| Colombia  | Bogotá           | Aeropuerto Internacional El Dorado                  |
| Cuba      | La Habana        | Aeropuerto Internacional José Martí                 |
| Ecuador   | Quito            | Aeropuerto Internacional Mariscal Sucre             |
| Guatemala | Chiquimula       | Aeropuerto de Chiquimula                            |
| Guatemala | Cobán            | Aeropuerto de Cobán                                 |
| Guatemala | Huehuetenango    | Aeropuerto de Huehuetenango                         |
| Guatemala | Zacapa           | Aeropuerto de Zacapa                                |
| Haití     | Puerto Príncipe  | Aeropuerto Internacional Toussaint Louverture       |
| Honduras  | Utila            | Aeropuerto de Utila                                 |
| Jamaica   | Kingston         | Aeropuerto Internacional Norman Manley              |
| México    | Ciudad de México | Aeropuerto Internacional de la Ciudad de México     |
| México    | Chetumal         | Aeropuerto Internacional de Chetumal                |
| Panamá    | Ciudad de Panamá | Aeropuerto Internacional de Tocumen                 |
| Venezuela | Caracas          | Aeropuerto Internacional de Maiquetía Simón Bolívar |

## Estadísticas

### Rutas más transitadas

#### 2022
| Puesto                             | Ciudad                             | Pasajeros |
| ---------------------------------- | ---------------------------------- | --------- |
| 1                                  | Flores, Petén                      | 153.082   |
| 2                                  | San Pedro Sula, Honduras           | 38.312    |
| 3                                  | Cancún, México                     | 20.703    |
| 4                                  | Ciudad de Belice, Belice           | 14.020    |
| 5                                  | Puerto Barrios, Izabal             | 12.932    |
| 6                                  | San Salvador, El Salvador          | 10.442    |
| 7                                  | Mérida, México                     | 5016      |
| 8                                  | Roatán, Honduras                   | 3849      |
| 9                                  | Retalhuleu, Guatemala              | 3839      |
| 10                                 | Tuxtla, México                     | 3254      |
| 11                                 | Oaxaca, México                     | 2667      |
| 12                                 | Quetzaltenango, Guatemala          | 2327      |
| 13                                 | Tapachula, México                  | 1092      |
| 14                                 | Tegucigalpa, Honduras              | 805       |
| 15                                 | Otros                              | 497       |
| Total de pasajeros desde La Aurora | Total de pasajeros desde La Aurora | 272.837   |

| Puesto                              | Ciudad                              | Pasajeros |
| ----------------------------------- | ----------------------------------- | --------- |
| 1                                   | Ciudad de Guatemala, Guatemala      | 153.082   |
| 2                                   | Cancún, México                      | 2353      |
| 3                                   | Mérida, México                      | 179       |
| 4                                   | Otros                               | 3890      |
| Total de pasajeros desde Mundo Maya | Total de pasajeros desde Mundo Maya | 159.504   |

#### 2023
| Puesto                             | Ciudad                             | Pasajeros |
| ---------------------------------- | ---------------------------------- | --------- |
| 1                                  | Flores, Petén                      | 209.690   |
| 2                                  | San Pedro Sula, Honduras           | 37.180    |
| 3                                  | Ciudad de Belice, Belice           | 17.105    |
| 4                                  | San Salvador, El Salvador          | 15.983    |
| 5                                  | Cancún, México                     | 13.561    |
| 6                                  | Puerto Barrios, Izabal             | 10.514    |
| 7                                  | Roatán, Honduras                   | 8131      |
| 8                                  | Mérida, México                     | 7286      |
| 9                                  | Tuxtla, México                     | 4513      |
| 10                                 | Quetzaltenango, Guatemala          | 3770      |
| 11                                 | Retalhuleu, Guatemala              | 3473      |
| 12                                 | Oaxaca, México                     | 3191      |
| 13                                 | Otros                              | 1621      |
| Total de pasajeros desde La Aurora | Total de pasajeros desde La Aurora | 336.021   |

| Puesto                              | Ciudad                              | Pasajeros |
| ----------------------------------- | ----------------------------------- | --------- |
| 1                                   | Ciudad de Guatemala, Guatemala      | 209.690   |
| 2                                   | Cancún, México                      | 2314      |
| 3                                   | Mérida, México                      | 1578      |
| Total de pasajeros desde Mundo Maya | Total de pasajeros desde Mundo Maya | 213.582   |

## Códigos compartidos
TAG Airlines actualmente posee código compartido con las siguientes aerolíneas:

- CM Airlines
- Iberia[70]
- Tropic Air

## Accidentes e Incidentes
- 2 de junio de 2005: un Let 410, matrícula TG-TAG, con 17 pasajeros a bordo se estrelló cuando regresaba al Aeropuerto de Zacapa. Poco después del despegue la tripulación informó de problemas técnicos. Todos los ocupantes sobrevivieron al accidente.

- 14 de febrero de 2008: Un Bell 206, matrícula TG-TAB, con 4 pasajeros a bordo se estrelló cerca de Río Dulce en ruta a Puerto Barrios. El piloto, Carlos Maldonado logró hacer un aterrizaje de emergencia y los cuatro ocupantes sobrevivieron.

- 15 de abril de 2012: un Bell 206, matrícula TG-BGM, con 4 pasajeros a bordo se estrelló en el centro de la ciudad de Antigua Guatemala, el accidente fue ocasionado por el impacto de unas aves en el rotor de cola, gracias a las habilidades del piloto de la aeronave el y los 3 ocupantes lograron sobrevivir al impacto.

- El 16 de abril de 2023; El vuelo 211 se salió de la pista del Aeropuerto Internacional Mundo Maya.[71]

## Galería

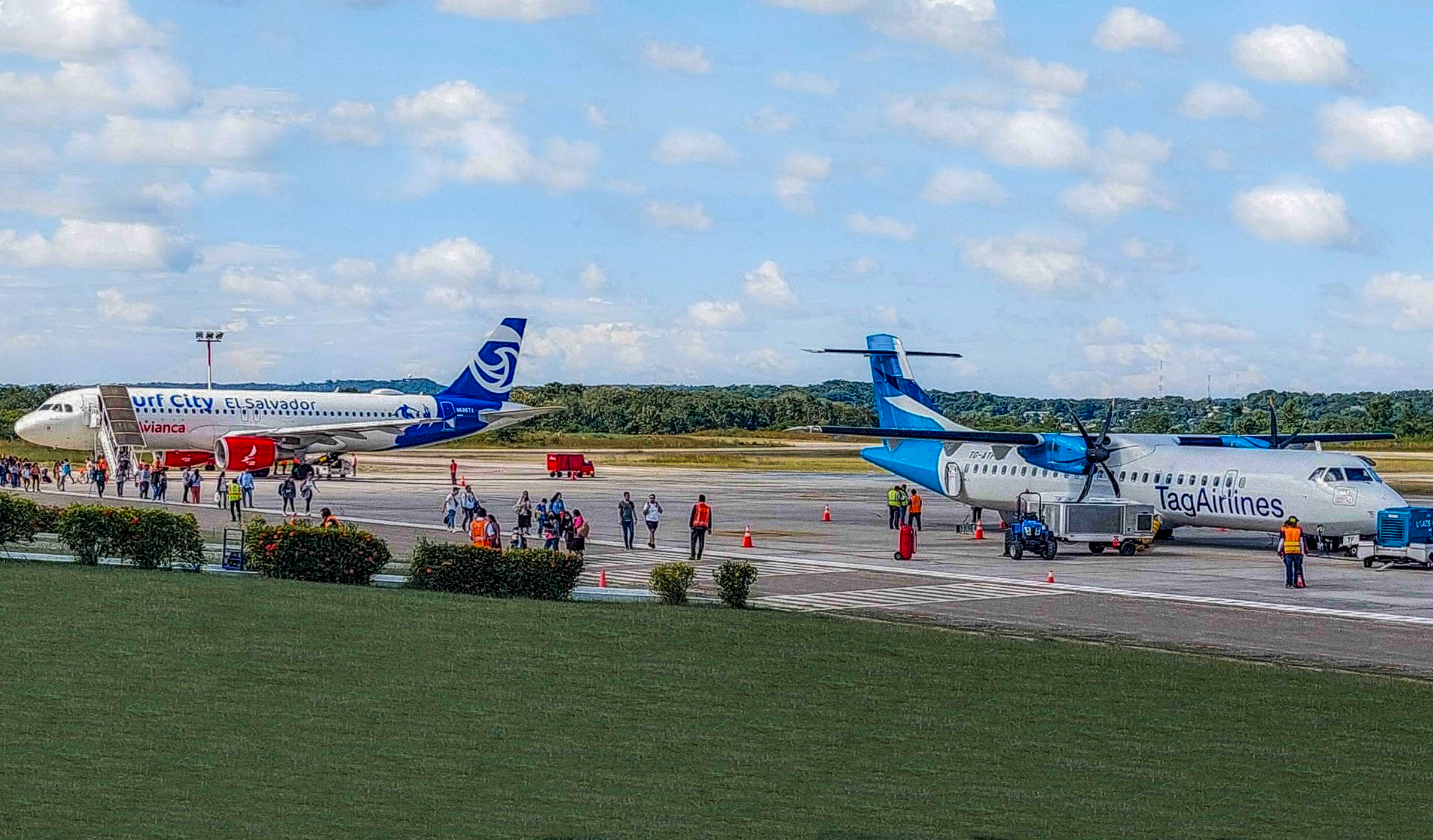
ATR 72-500 de TAG Airlines en el Aeropuerto Internacional Mundo Maya
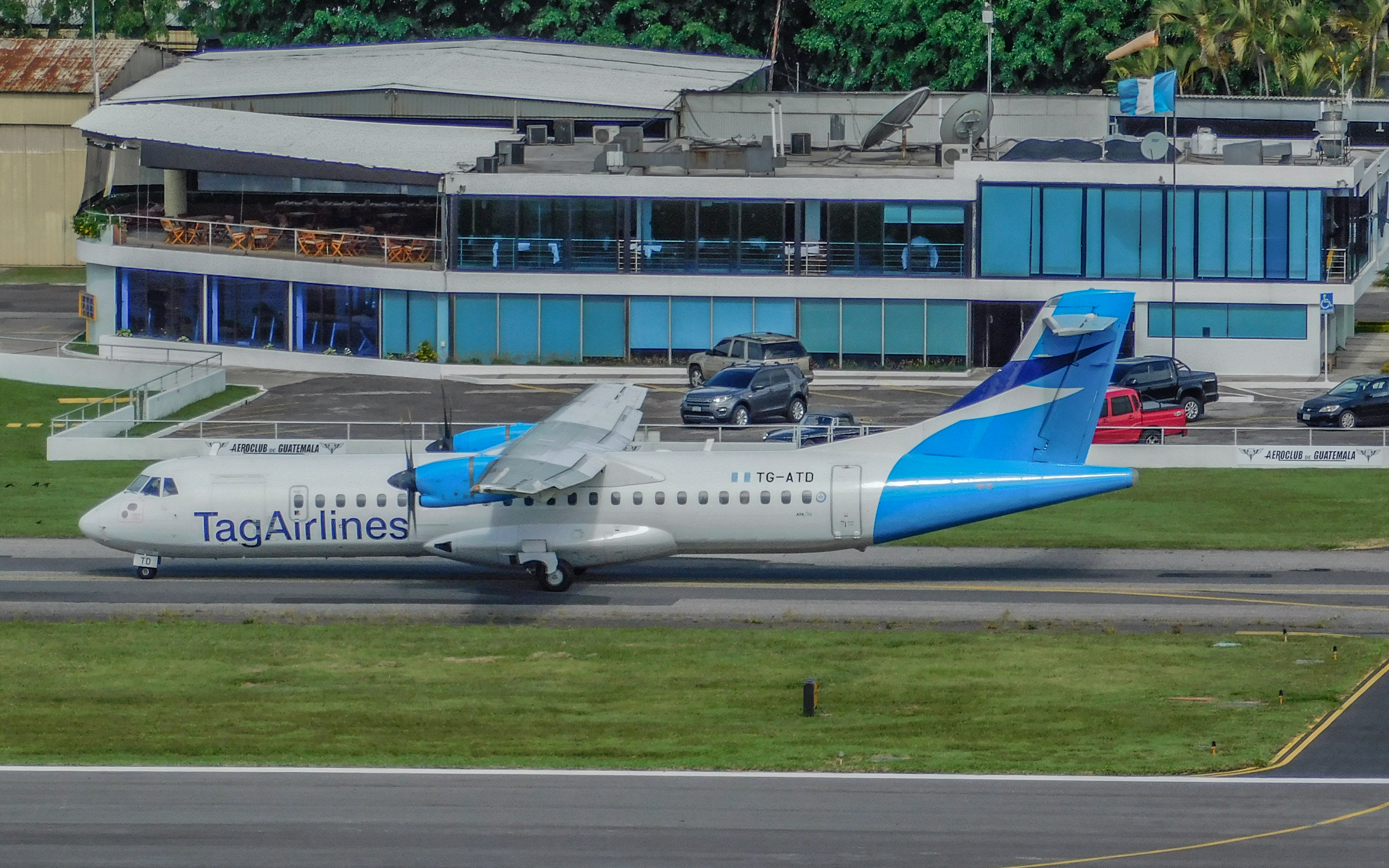
ATR 72-500 de TAG Airlines en la calle de rodaje del Aeropuerto Internacional La Aurora
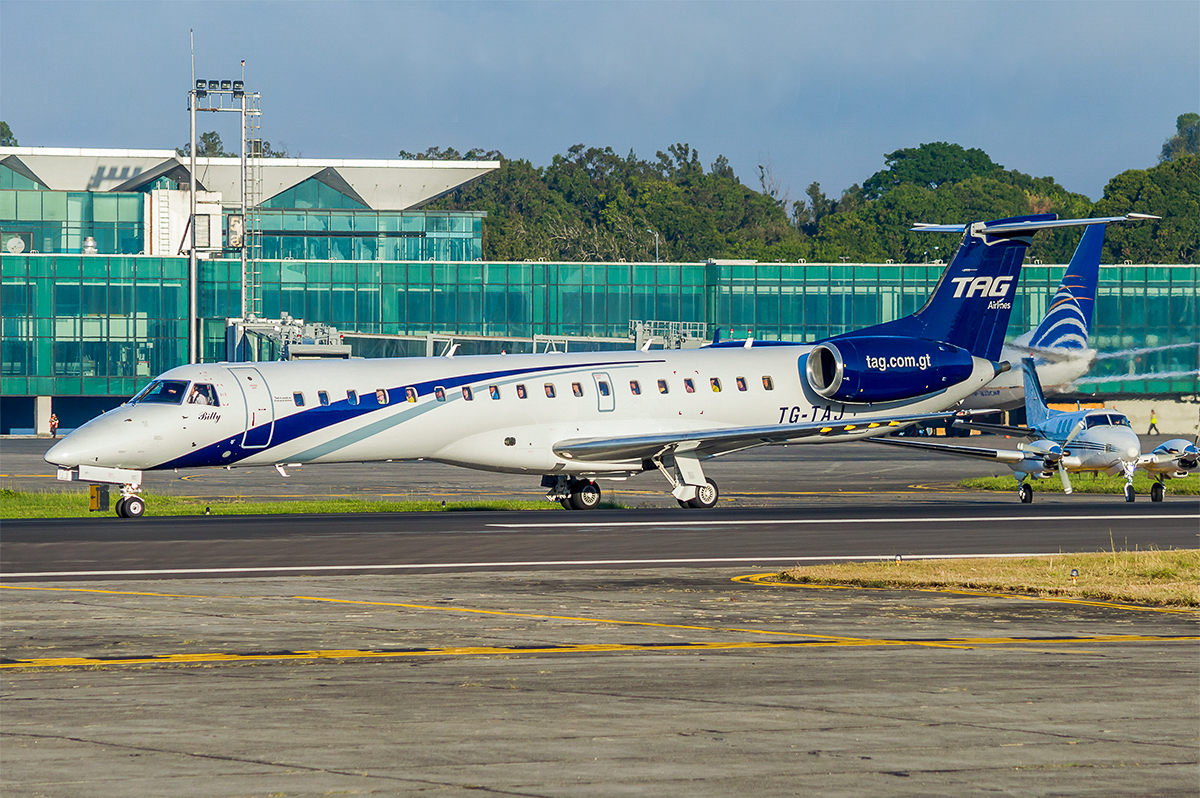
Embraer 145LR en el Aeropuerto Internacional La Aurora
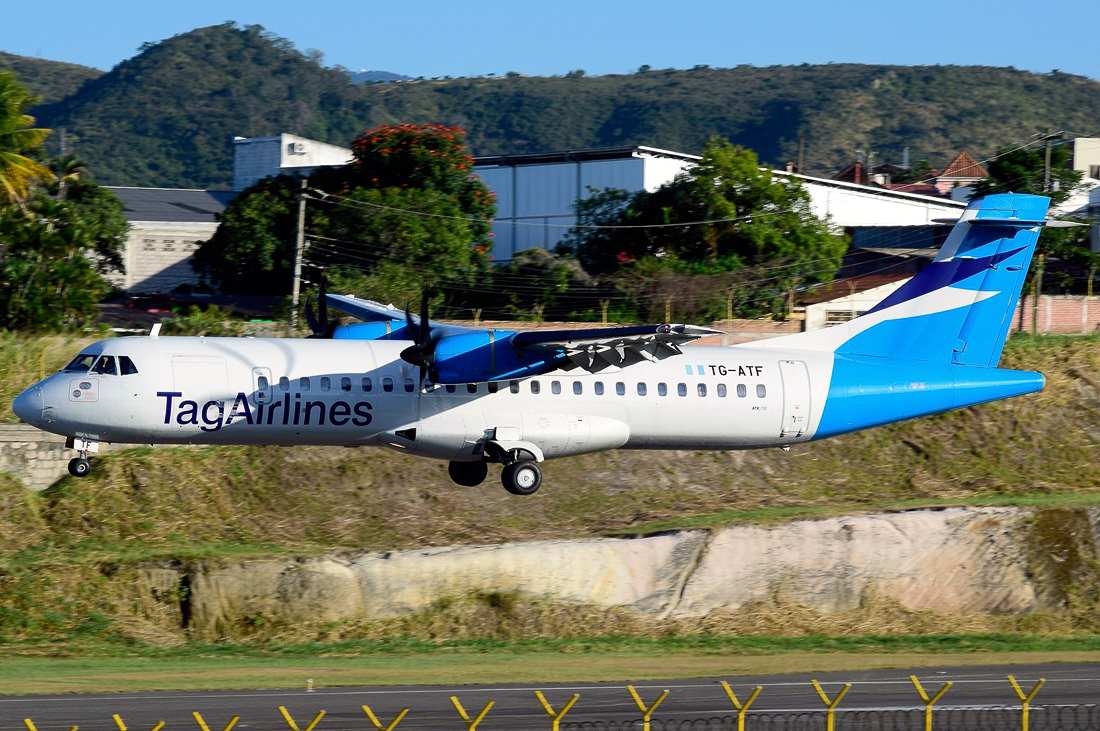
ATR 72-500 en el Aeropuerto Internacional Toncontín
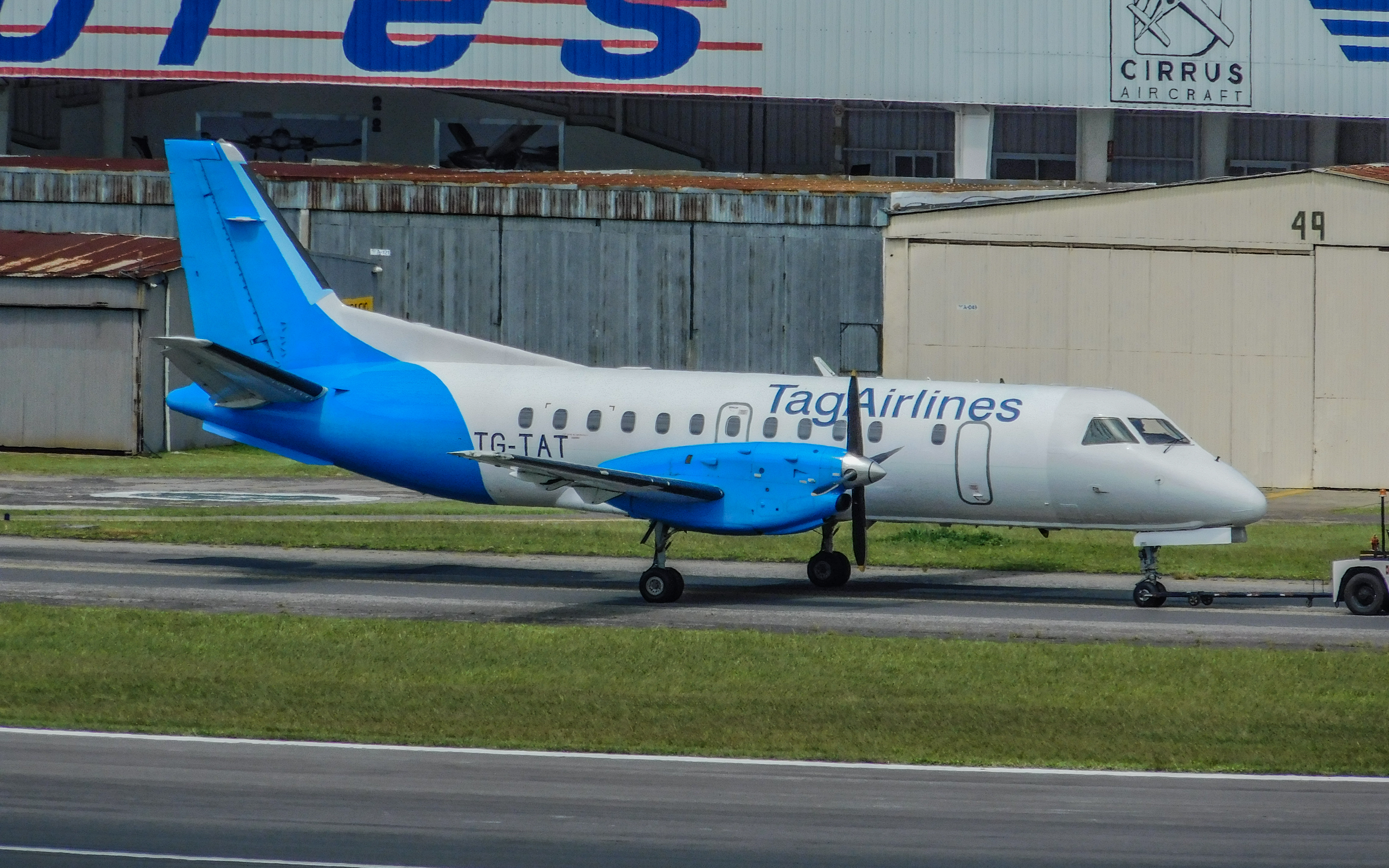
Saab 340 en el Aeropuerto Internacional La Aurora
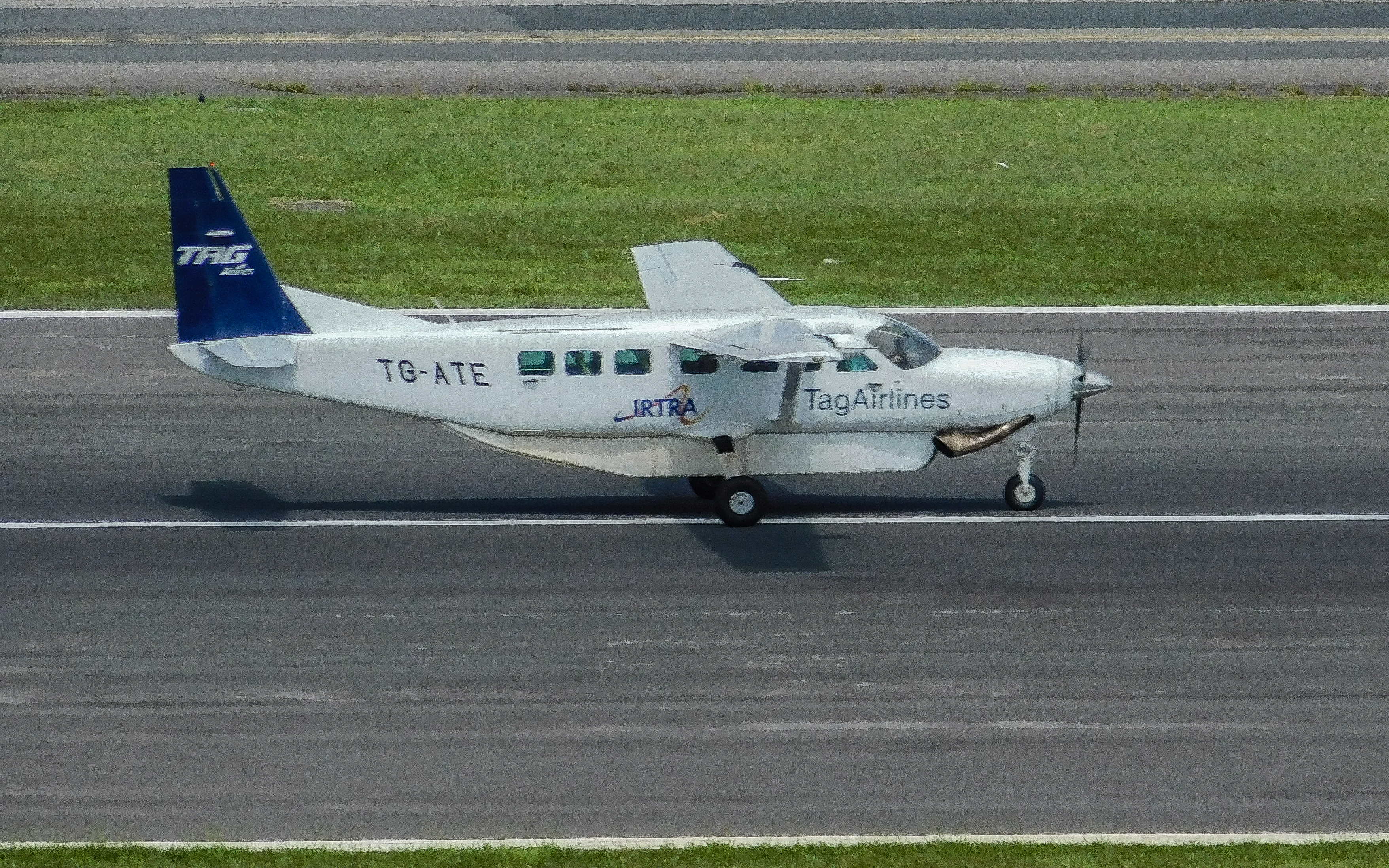
Cessna 208 Grand Caravan en el Aeropuerto Internacional La Aurora